# 広島県道278号焼山吉浦線
広島県道278号焼山吉浦線（ひろしまけんどう278ごう やけやまよしうらせん）は、広島県呉市を通る一般県道である。通称「鍋土峠」。

## 概要
呉市焼山此原町から呉市吉浦本町1丁目に至る。

### 路線データ
- 起点：広島県呉市焼山此原町（広島県道31号呉平谷線交点）
- 終点：広島県呉市吉浦本町1丁目（吉浦駅前交差点、国道31号交点）
- 総延長：5.279 km[1]

## 歴史
- 1960年（昭和35年）10月10日 - 広島県告示第682号により認定される[1]。

## 路線状況

### 通称
- 鍋土峠

### 道路施設

#### 橋梁
- 此原橋（二河川、呉市）

## 地理

### 通過する自治体
- 呉市

### 交差する道路
| 交差する道路         | 交差する場所  | 交差する場所          |
| -------------------- | ------------- | --------------------- |
| 広島県道31号呉平谷線 | 焼山此原町    | 起点                  |
| 国道31号             | 吉浦本町1丁目 | 吉浦駅前交差点 / 終点 |

### 沿線
- 鳴滝
- 呉市交通局バス停「野間園」
- JR西日本呉線 吉浦駅